# 遷移金属ボリル錯体

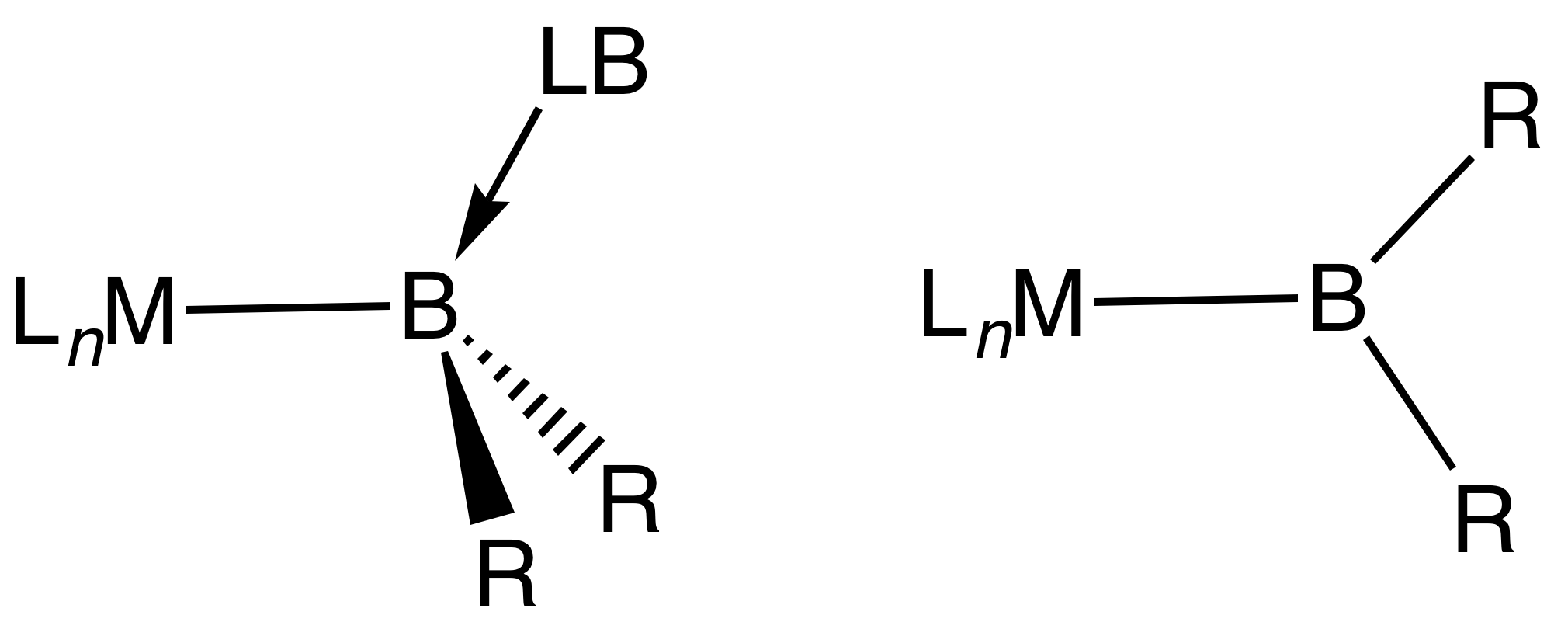
金属錯体におけるボリル配位子の構造

化学において遷移金属ボリル錯体(英: transition metal boryl complex)は、形式的にアニオン性のホウ素が遷移金属に配位した分子（錯体）の総称である。それらは一般式LnM-BR2またはLnM-(BR2LB) (L = 配位子, R = H、有機置換基、LB = ルイス塩基)で表される。一例として(C5Me5)Mn(CO)2(BH2PMe3) (Me = メチル基)がある。そのような化合物、特にカテコールボランやピナコールボランから誘導されるボリル錯体は遷移金属が触媒するホウ素化反応の反応中間体となりうる。

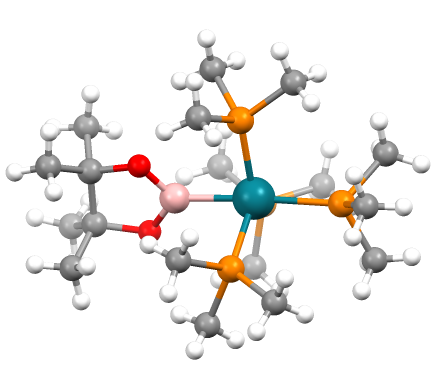
(PMe_{3})_{4}RhB(ピナコラート)の構造 (色と原子の対照: ピンク=B、青緑=Rh、赤=O、オレンジ=P)